# Schauburg (Dortmund)
Pour les articles homonymes, voir Schauburg.

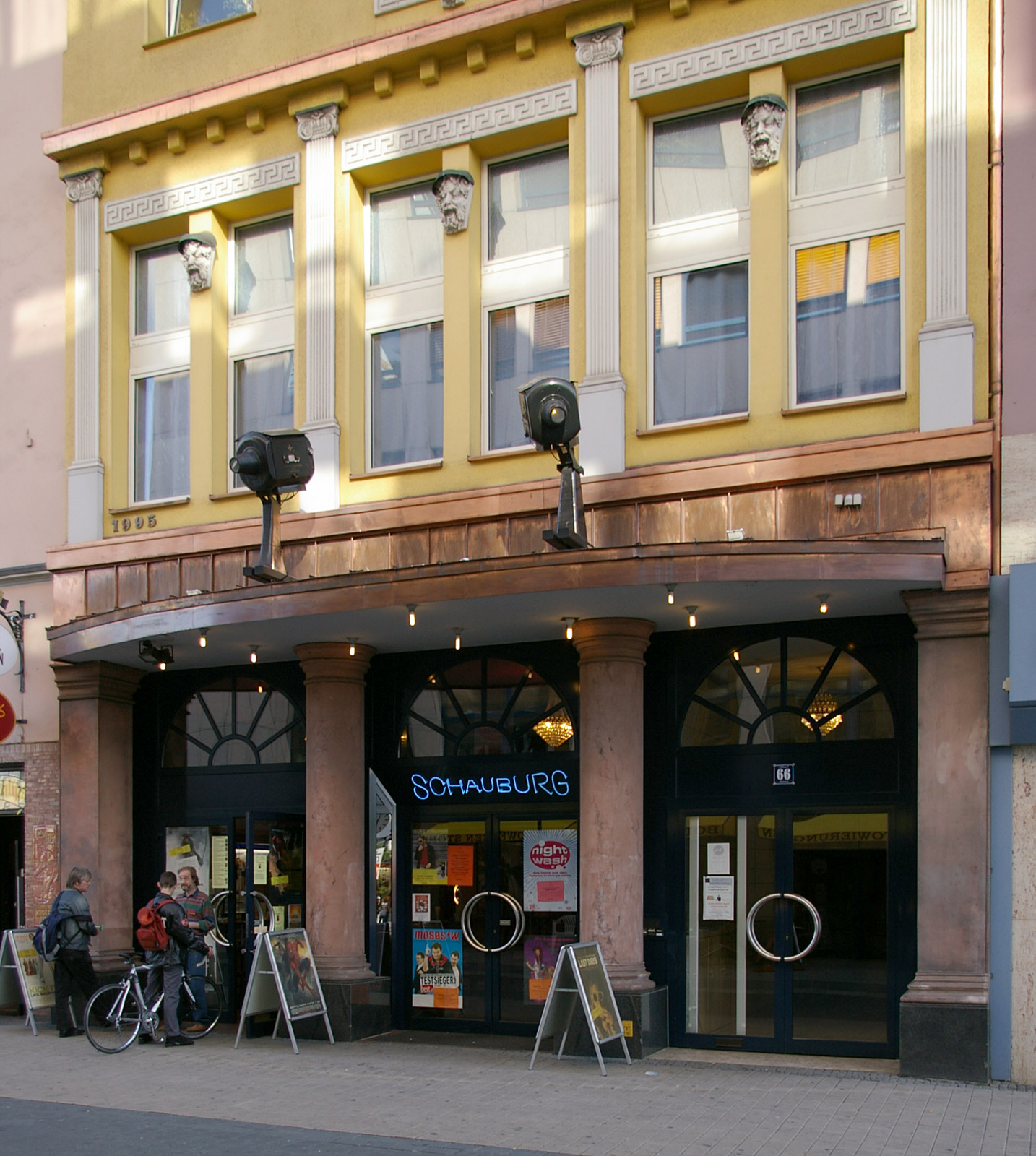
Devanture du Schauburg, à Dortmund.

Le Schauburg est une salle de cinéma de la ville de Dortmund, en Allemagne. Elle a été inaugurée le 1er septembre 1912. Elle comporte deux salles pour une capacité totale de 260 sièges.
En 1944, elle est entièrement détruite par un bombardement, et est reconstruite à la fin de la Seconde Guerre mondiale.

## Sources
- (de) Cet article est partiellement ou en totalité issu de l’article de Wikipédia en allemand intitulé « Schauburg (Dortmund) » (voir la liste des auteurs).